# Eye Castle

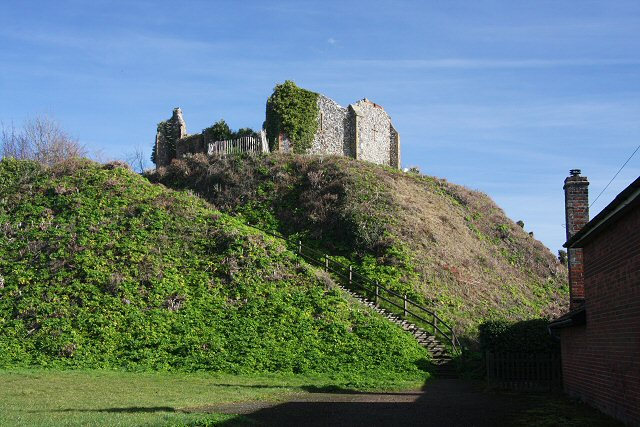
Eye Castle mit der Motte aus dem 11. Jahrhundert und der Ruine aus der viktorianischen Zeit

Eye Castle ist eine Motte mit einem hervorragenden, viktorianischen Anbau in der Stadt Eye in der englischen Grafschaft Suffolk. Die Burg, die kurz nach der normannischen Eroberung Englands 1066 entstand, wurde 1265 geplündert und größtenteils zerstört. Sir Edward Kerrison ließ 1844 ein steinernes Haus in der Motte errichten. Später verfiel es wieder. Die Ruine wurde in der Folge als Kerrison's Folly bekannt.

## Geschichte

### 11. bis 13. Jahrhundert
Wilhelm Malet, der 1071 im Kampf gegen Hereward the Wake fiel, ließ Eye Castle als Motte während der Herrschaft von Wilhelm dem Eroberer errichten. Die Familie Malet kontrollierte ebenfalls das umliegende Honour of Eye, eine große Gruppe von Anwesen rund um die Burg, und Park von Eye. Die Motte hat einen Durchmesser von 49 Metern und ist 12 Meter hoch. Die Vorburg ist etwa 122 Meter mal 76 Meter groß. Bemerkenswert ist, dass Eye Castle eine von nur zwei Burgen ist, die im Domesday Book von 1086 als Quelle von Einkommen für ihre Besitzer vermerkt sind. Das Einkommen resultierte aus einem Markt in der Vorburg. Der Markt in der Burg stand in Konkurrenz zu dem in Hoxne, der dem Bischof von Norwich unterstand.

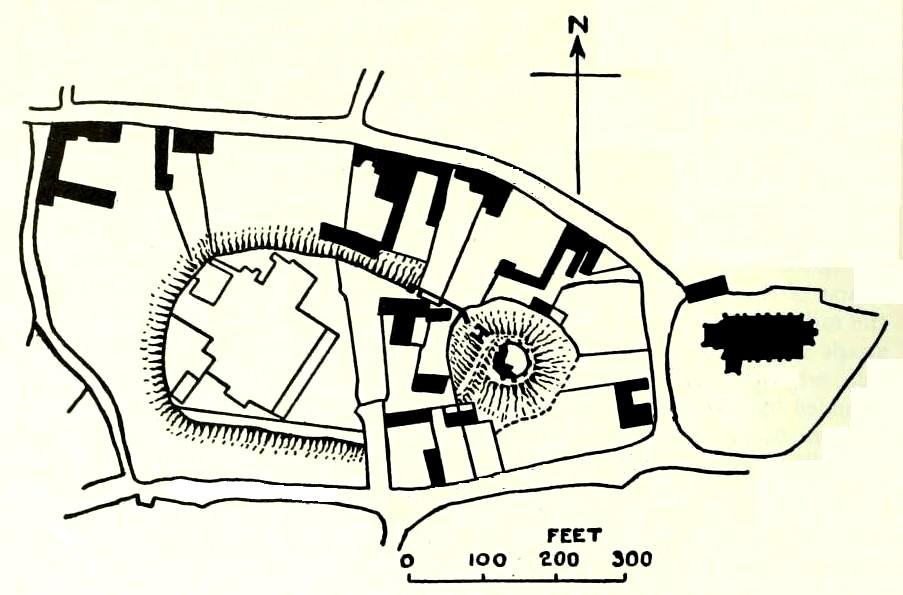
Eye Castle in der Stadt Eye

William Malets Sohn, Robert, wurde ausgewiesen, und nach seinem Tod in der Schlacht bei Tinchebray 1106 wurde Eye Castle von Heinrich I. konfisziert und blieb eine Zeitlang ein königliches Schloss. Heinrich gab die Burg 1113 an seinen liebsten Neffen, Stephan. Stephan folgte Heinrich 1135 auf den englischen Thron und gab das Honour of Eye zunächst einem seiner Leutnants, Wilhelm von Ypern, als Lehen, und später Hervey Brito, seinem Schwiegersohn. Dann, in den 1140er-Jahren, übertrug Stephan das Land an seinen zweiten Sohn, Wilhelm. Wilhelm war damals noch minderjährig und es begab sich, dass die Ländereien bis zu seiner Volljährigkeit von Stephans treuem königlichen Statthalter Wilhelm Martel verwaltet wurden. In der Zwischenzeit war ein Bürgerkrieg zwischen Stephan und Kaiserin Matilda ausgebrochen, der als „Die Anarchie“ bekannt wurde und von 1138 bis 1154 dauerte. Die meisten Kämpfe spielten sich in East Anglia ab, wo die mächtige Familie Bigod unter Hugh Bigod versuchte, ihre Selbständigkeit und ihren Einfluss auszudehnen. Eye Castle spielte in diesem Krieg keine große Rolle, weil mit Ausnahme einiger Scharmützel in der Gegend die meisten Kämpfe westlich davon ausgetragen wurden.
Nachdem Heinrich II. 1154 an die Macht kam, versuchte er, den königlichen Einfluss in der Region wieder zu etablieren. Zum Teil als Ergebnis des Bürgerkrieges dominierte Hugh Bigod East Anglia Ende des 12. Jahrhunderts. Er hielt den Titel eines Earl of Norfolk und besaß vier größere Burgen in der Region, Framlingham Castle, Bungay Castle, Walton Castle und Thetford Castle. Als Teil dieser Versuche konfiszierte Heinrich 1157 die Bigod-Burgen. Obwohl Heinrich frühere Zusagen zu seinem Schutz hatte, betrachtete er doch Stephans Sohn Wilhelm als potentiellen Anspruchnehmer auf den Thron, und so konfiszierte der König auch Eye Castle zu dieser Zeit. Wilhelm starb 1159 und gestattete Heinrich, Eye Castle zu behalten, womit er dessen Vorgehensweise nachträglich legitimierte.
Hugh Bigod schloss sich 1173 der Revolte von Heinrichs Söhnen an. Er griff Eye Castle noch im selben Jahr an. Obwohl der Angriff scheiterte, musste die Burg wiederaufgebaut werden. Zwei quadratische Türme entstanden Ende des 12. Jahrhunderts an der Nordseite der inneren Vorburg, möglicherweise zeitgleich mit Framlingham Castle. Die Burg wurde nach dem Castle-Guard-System geschützt, wobei örtliche Ländereien niedrigen Adligen zum Lehen gegeben wurden und diese dafür Ritter und Soldaten zur Verteidigung der Burg stellen mussten.
Die Burg wurde 1265 während des zweiten Krieges der Barone angegriffen und geplündert. Anschließend wurde sie größtenteils aufgegeben.

### 14. bis 21. Jahrhundert

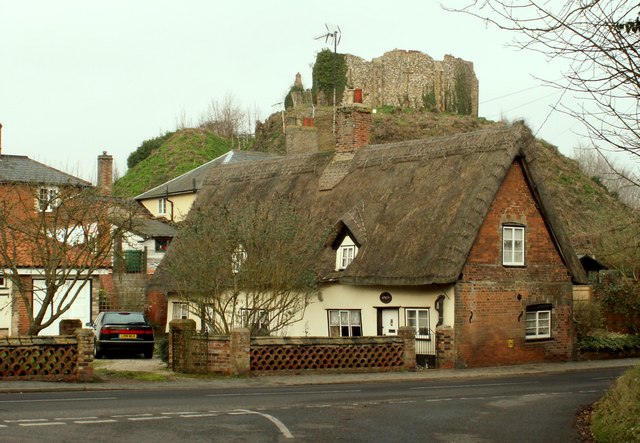
Eye Castle über der Stadt Eye

Im 14. Jahrhundert lag Eye Castle größtenteils in Ruinen, auch wenn Teile davon als Gefängnis betrieben wurden. Trotz des ruinösen Zustandes der Burg lieferten die umliegenden Anwesen, die früher Teil des „Castle-Guard-Systems“ waren, ihre Schuldigkeit noch viele Jahre lang an die Besitzer von Eye Castle ab, nun umgerechnet in Geld. Eine Windmühle wurde zwischen 1561 und 1562 oben auf der Motte errichtet. Anfang des 17. Jahrhunderts wurde der Park von Eye, wie viele andere mittelalterlichen Rehparks, in Felder aufgeteilt.
In den 1830er-Jahren wurden ein Arbeitshaus und eine Schule in der Vorburg errichtet. 1844 ließ der damalige Besitzer, Sir Edward Kerrison, eine spätere Windmühle, die auf der Motte gebaut worden war, abreißen und sie durch ein Wohnhaus ersetzen. Kerrison hatte das Wohnhaus für seinen Ordonnanzoffizier, der ihm 1815 das Leben in der Schlacht von Waterloo gerettet hatte, errichten lassen. Das Haus ähnelte einem “Shell Keep” (Steinwohnturm auf einer mittelalterlichen Motte), war aus Feuerstein errichtet und hatte Wohnungen in den Mauern an der Süd- und der Westseite eingebaut. Das Gebäude zerfiel zu einer Ruine, als es im Laufe des Jahres 1965 durch einen starken Sturm beschädigt wurde und noch im selben Jahr weiter zusammenbrach. Heute wird es manchmal „Kerrisons Folly“ genannt. Der Erdwall und einige Steinfragmente der ursprünglichen Burg sind heute noch erhalten, und das Anwesen wurde als Scheduled Monument und historisches Gebäude I. Grades gelistet.